# European Bioinformatics Institute
L'European Bioinformatics Institute (Institut Europeu de Bioinformàtica, en català) és un centre de recerca de bioinformàtica que forma part del European Molecular Biology Laboratory (Laboratori europeu de biologia molecular, en català) i que està ubicat a Hinxton, Anglaterra. La institució combina una intensa activitat de recerca amb el desenvolupament i manteniment d'un conjunt d'eines, serveis i bases de dades de bioinformàtica.

## Serveis i eines bioinformàtiques disponibles al European Bioinformatics Institute
- Índex de les bases de dades de la institució
- Índex de les eines bioinformàtiques ofertes per la institució
- Índex dels serveis oferts per la institució